# Jairus Banaji
Jairus Banaji (1947-), professeur de recherche associé à la School of Oriental and African Studies de l'Université de Londres, est un historien marxiste indien, dont les travaux sur l'histoire économique de l'Antiquité tardive et sur le capitalisme commercial ou marchand sont influents. Ses livres les plus connus s'intitulent Theory as History [La Théorie comme Histoire] et A Brief History of Commercial Capitalism [Une Brève histoire du capitalisme commercial].
Ancien membre de l'Institute for Advanced Study à Princeton (2006-2007), il est lauréat en 2011 du prix Isaac et Tamara Deutscher.

## Biographie
Jairus Banaji grandit à Bombay durant ses premières années avant d'émigrer avec ses parents vers le Royaume-Uni en 1962. Il intègre en 1965 le St. John's College de l'université d'Oxford. Après l'obtention de son master's degree en 1972, il retourne en Inde avec sa femme Rohini Hensman (journaliste et militante indienne), et rejoint la Jawaharlal Nehru University de Delhi. Ses premiers travaux portent alors essentiellement sur l'histoire agraire indienne et il participe au débat parmi les intellectuels marxistes indiens sur la caractérisation du mode de production en Inde.
En 1975, après la déclaration de l'état d'urgence, il s'installe à Bombay, s'éloigne du monde universitaire et travaille entre autres auprès de syndicats. Dans les années 1980, il retourne en Europe : après un passage par l'International Institute of Social Studies de La Hague et par la Maison des sciences de l'Homme à Paris, il réintègre l'Université d'Oxford où il entame un doctorat sur l'histoire de l'Antiquité romaine tardive. Soutenue en 1992, sa thèse est publiée près d'une dizaine d'années plus tard dans une version remaniée sous le titre Agrarian Change in Late Antiquity: Gold, Labour and Aristocratic Dominance.
Au cours des années 2000, il poursuit ses travaux sur l'histoire économique de l'Antiquité tardive et sur la théorie de l'histoire : ses articles sont réunis en deux ouvrages principaux, Theory as History: Essays on Modes of Production and Exploitation (2010) et Exploring the Economy of Late Antiquity: Selected Essays (2016). Il se lance également au milieu des années 2010 dans un travail d'ampleur sur le capitalisme commercial qui aboutit en 2020 à la publication de A Brief History of Commercial Capitalism (2020). Son ouvrage fait l'objet d'une réception importante : l'ouvrage est notamment au centre d'un dossier collectif de la revue italienne Storica,.

## Publications
- Jairus Banaji et Hensman Rohini, Beyond Multinationalism: Management Policy and Bargaining Relationships in International Companies, New Delhi, Sage Publications, 1990
- Jairus Banaji, Agrarian Change in Late Antiquity: Gold, Labour and Aristocratic Dominance, Oxford, Oxford U.P., 2001
- Jairus Banaji, Theory as History: Essays on Modes of Production and Exploitation, Leiden, Brill, 2010
- Jairus Banaji (ed.), Facism: Essays on Europe and India, New Delhi, Three Essays Collective, 2013
- Jairus Banaji, Exploring the Economy of Late Antiquity: Selected Essays, Cambridge, Cambridge U.P., 2016.
- Jairus Banaji, A Brief History of Commercial Capitalism, Chicago, Haymarket, 2020